# Frontenex
Frontenex – miejscowość i gmina we Francji, w regionie Owernia-Rodan-Alpy, w departamencie Sabaudia.
Według danych na rok 1990 gminę zamieszkiwało 1397 osób, a gęstość zaludnienia wynosiła 817 osób/km² (wśród 2880 gmin regionu Rodan-Alpy Frontenex plasuje się na 604. miejscu pod względem liczby ludności, natomiast pod względem powierzchni na miejscu 1699.).
Przez gminę przepływa rzeka Isère. 